# Montefiore dell'Aso

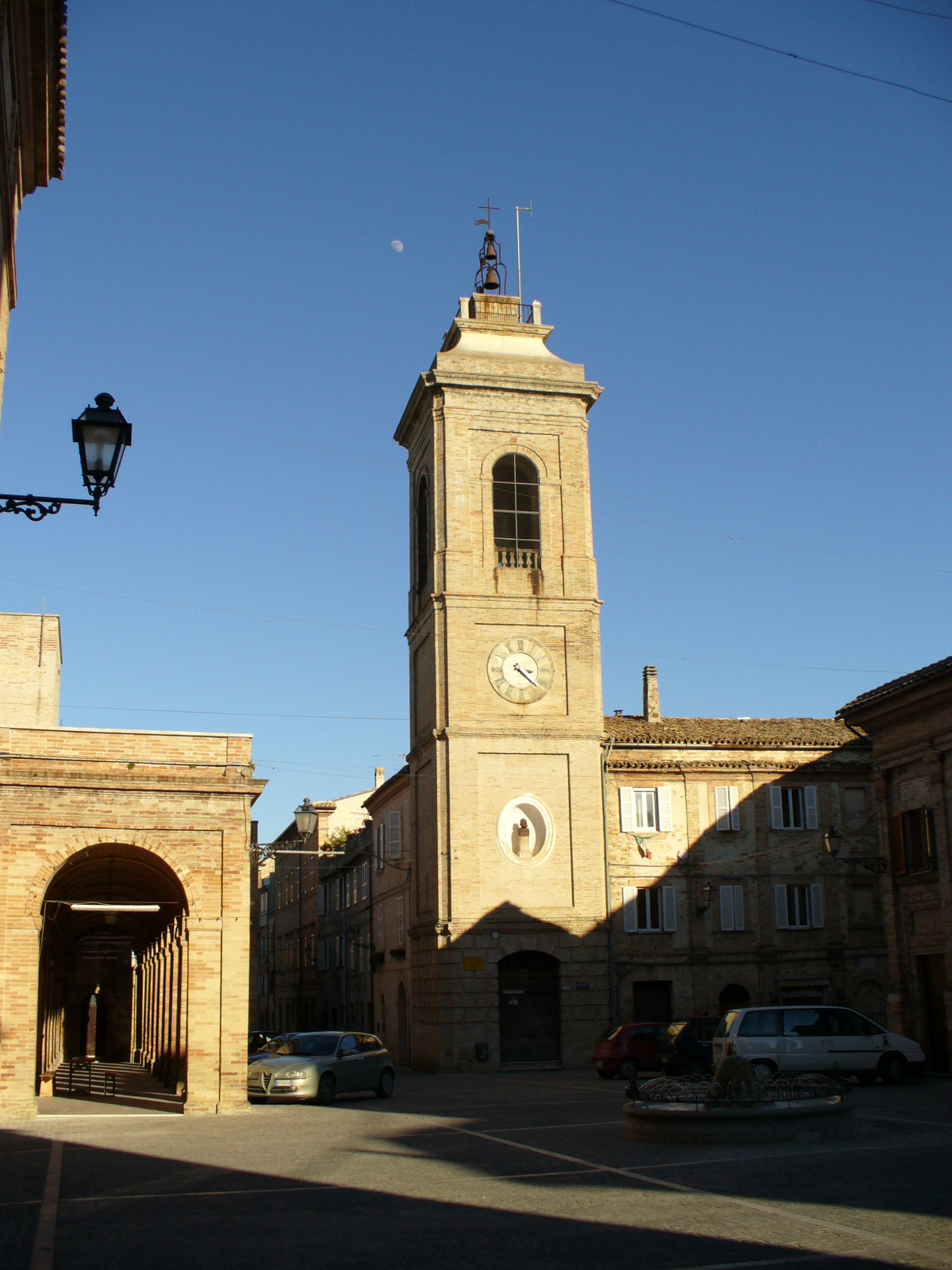
Square of Montefiore with bell tower, fountain and loggia

Montefiore dell'Aso là một đô thị ở tỉnh Ascoli Piceno ở vùng Marche, cách khoảng 70 km về phía đông nam của Ancona và khoảng 25 km về phía đông bắc của Ascoli Piceno. Đến thời điểm ngày 31 tháng 12 năm 2005, đô thị này có dân số là 2.234 người và diện tích là 28,1 km².
Montefiore dell'Aso giáp các đô thị: Campofilone, Carassai, Lapedona, Massignano, Monterubbiano, Moresco, Petritoli, Ripatransone.